# دار الكتاب العربي (دمشق)
دار الكتاب العربي دار نشر سورية تأسست في حلب. بدأت بمكتبة دار الكتاب أوائل السبعينات على يد محمد ناصيف، في حين تأسست دار الكتاب العربي في عام 1980 في دمشق على يد وليد ناصيف.
أنشأت الدار فروعاً لها في القاهرة وبيروت اضافة لمركزها الأساسي في حلب وأولت اهتماما بكل المعارف والعلوم التي تفيد القارىء العربي، واصلت الدار مع قرائها بالمشاركة بانتظام في كافة المعارض العربية وأصدرت ما يزيد على (700) كتاب في شتى المجالات والمعارف.

## بعض منشورات الدار
- تاريخ فلسطين والخلفية الزائفة للصهيونية للكاتب العراقي (عبد الحكيم ذا النون).[1]
- منافع الأغذية ودفع مضارها محقق(للرازي)
- مسألة القضاء والقدر للعالمين الجليلين
- الشيخ خالد العك والأستاذ(عبد الحليم قنبس) رحمهما الله وغفر لهما بما قدماه من علم نافع
- إمارة حلب للدكتور/سهيل زكار أطال الله عمره
- الدر المنتخب في تاريخ مملكة حلب (ابن الشحنة)
- سلسلة شعراء العرب (1/11)اسماعيل اليوسف